# Caladenia clavigera
Caladenia clavigera är en orkidéart som beskrevs av Allan Cunningham och John Lindley. Caladenia clavigera ingår i släktet Caladenia och familjen orkidéer. Inga underarter finns listade i Catalogue of Life.